# Vitgumpad munia
Vitgumpad munia (Lonchura striata) är en asiatisk fågelart inom familjen astrilder.

## Utseende
Vitgumpad munia är en 10-11 cm lång fågel med knubbig grå näbb och lång, svart och spetsig stjärt. Adulta fåglar är bruna ovan och på bröstet, ljusare under och som namnet avslöjar med vit övergump. Könen är nästan lika, hanar med något kraftigare huvud och näbb.

## Läte
Bland lätena hörs ljusa "trr trr" och "prrit prrit".

## Utbredning och systematik
Vitgumpad munia delas upp i sju underarter med följande utbredning:
- Lonchura striata acuticauda – sydöstra Kashmir och norra Indien till Nepal, Myanmar och norra Thailand
- Lonchura striata striata – södra Indien och Sri Lanka
- Lonchura striata fumigata – Andamanerna
- Lonchura striata semistriata – Nikobarerna
- Lonchura striata swinhoei – södra Kina och Taiwan
- Lonchura striata subsquamicollis – södra thailändska halbön och Malackahalvön till Indokina
- Lonchura striata explita – sporadisk men lokalt vanlig på Sumatra och ön Bangka

Underarten explita inkluderas ofta i subsquamicollis.
Arten är även införd i Japan där den etablerat en population.

## Levnadssätt
Vitgumpad munia är en vanlig fågel i öppet skogslandskap, gräs- och buskmarker och odlingslandskap. Den är en social fågel som ses röra sig genom undervegetationen i grupp på jakt efter frön, ibland i sällskap med andra arter som fläcktimalian. Det rätt stora kupolformade boet av gräs placeras i ett träd, en buske eller i gräs vari den lägger tre till åtta ägg. De har också setts utnyttja övergivna bayavävarbon. Vitgumpad munia ses ofta nära vatten och har observerats äta alger invid risfält, troligen som proteinkälla.

## Status och hot
Arten har ett stort utbredningsområde och en stor population med stabil utveckling och tros inte vara utsatt för något substantiellt hot. Utifrån dessa kriterier kategoriserar internationella naturvårdsunionen IUCN arten som livskraftig (LC). Världspopulationen har inte uppskattats men den beskrivs som vanlig eller ganska vanlig.

## Burfågel
Måsfinken är en tamform av vitgumpad munia. Arten kom till Europa från Japan omkring 1860 och blev snabbt populär som burfågel. Den rekommenderas ofta som nybörjarfågel. Den är lättskött, förökar sig utan problem och kan dessutom användas som amma för andra burfåglar. Numera finns den i en mängd olika färgvarianter, men helvita, brunbrokiga och isabellbrokiga förblir de mest populära.